# Dicranomyia subacuminata
Dicranomyia subacuminata är en tvåvingeart som först beskrevs av Alexander 1967.  Dicranomyia subacuminata ingår i släktet Dicranomyia och familjen småharkrankar.
Artens utbredningsområde är Peru. Inga underarter finns listade i Catalogue of Life.